# Du Fu (cráter)
Du Fu es un cráter de impacto de 33 km de diámetro del planeta Mercurio. Debe su nombre al pintor chino Du Fu (712-770), y su nombre fue aprobado por la  Unión Astronómica Internacional en 2015.